# Vicente Blasco Ibáñez
Vicente Blasco Ibáñez (ur. 29 stycznia 1867 w Walencji, zm. 28 stycznia 1928 w Mentonie) – hiszpański pisarz, publicysta i lewicowy działacz polityczny. Autor powieści regionalnych (Ziemia przeklęta), społecznych, obyczajowych i wojennych (Czterech jeźdźców Apokalipsy) oraz licznych reportaży.

## Życiorys
Blasco Ibáñez już w młodym wieku zdradzał ogromne zainteresowanie literaturą, jednak edukacja szkolna nie pociągała go szczególnie. Bardziej interesował się barwnym życiem mieszkańców walenckiej bohemy, późniejszych bohaterów jego książek. Pragnienie przeżycia przygody sprawiło, że w wieku kilkunastu lat uciekł on do Madrytu, gdzie został prywatnym sekretarzem pisarza Manuela Fernández y Gonzáleza, autora powieści historycznych. Później powrócił do Walencji, gdzie pod wpływem rodziców zaczął studiować prawo. Blasco Ibáñez zbuntował się wówczas przeciwko Hiszpanii monarchistycznej i reakcyjnej.
Pierwsze prace literackie napisał w latach 1882–1883. W listopadzie 1894 roku ukazał się pierwszy numer „El Pueblo”, kierowanej przez niego gazety republikańskiej. Wtedy ukazał się jego debiutancki utwór Wesoła Walencja (Arroz y tartana), zapoczątkowujący tzw. cykl walencki pisarza, do którego zaliczane są także powieści Rudera (La barraca), Ziemia przeklęta, Kwiat majowy (Flor de mayo) i Tajemnica jeziora.
W 1896 roku pisarz zorganizował w Walencji manifestację przeciwko wojnie kolonialnej prowadzonej przez Hiszpanię na Kubie, w wyniku czego nastąpiły ostre starcia ludności z policją i wojskiem. W rezultacie Blasco Ibáñez zmuszony był uciec do Włoch. Po powrocie do kraju sąd skazał go na 4 lata więzienia, jednak po kilku miesiącach wyszedł na wolność na skutek protestów intelektualistów w całym kraju. 

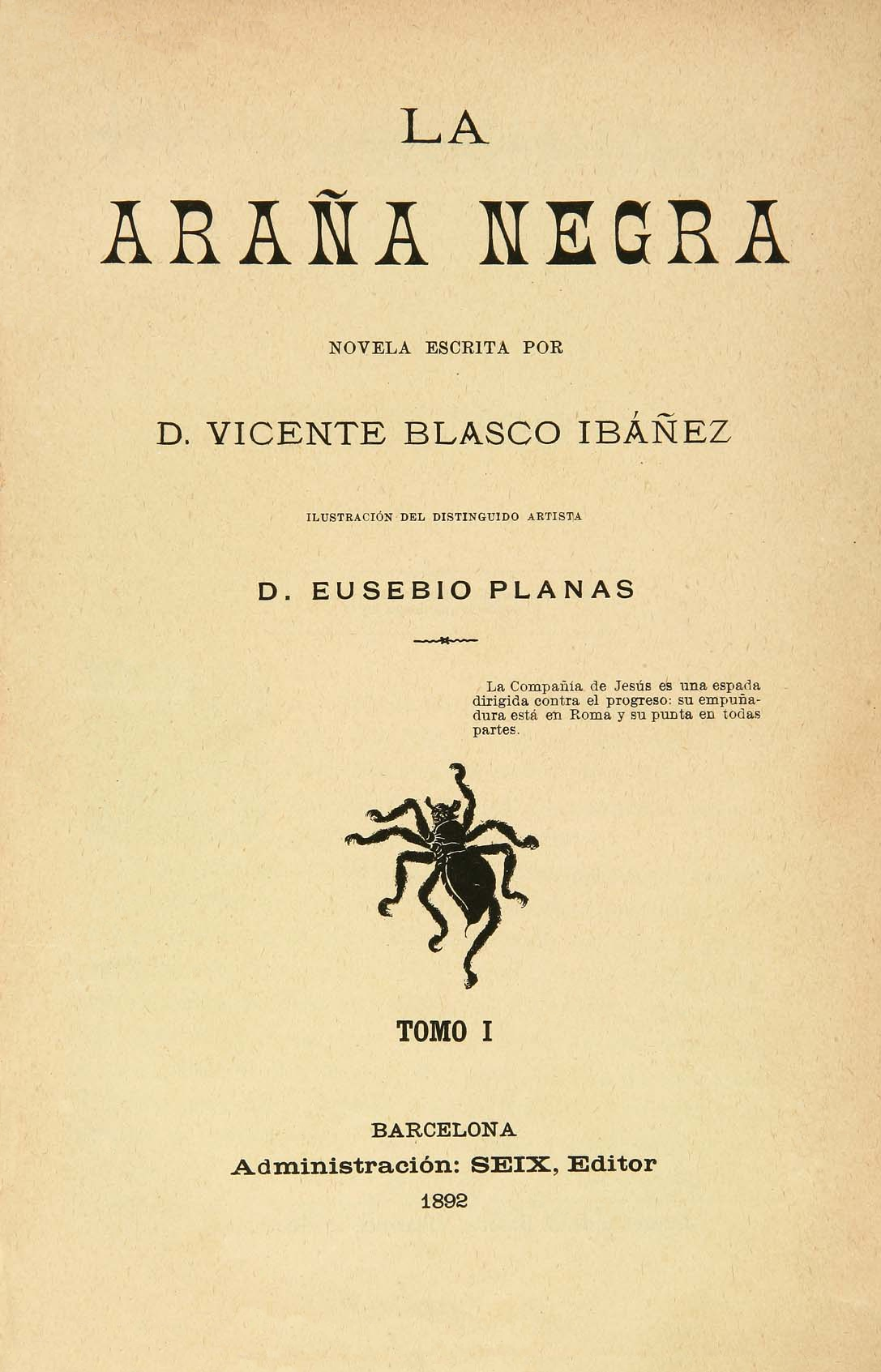
Okładka powieści Czarny pająk

W wyborach do Kortezów w 1898 roku został deputowanym z okręgu Walencja. Powstały wtedy utwory o najbardziej zradykalizowanych poglądach politycznych: Katedra, Gabriel Luna, El intruso, Bodega i La horda, które ostro krytykowały wyzysk klas robotniczych przez właścicieli ziemskich.
W 1908 roku ostatecznie zrezygnował z funkcji deputowanego, by całkowicie oddać się twórczości literackiej. Wyjechał wówczas do Madrytu, gdzie poznał chilijską arystokratkę Elene Ortuzar, w której się zakochał. Wybuch I wojny światowej zastał pisarza w Paryżu. Napisał tam artykuły piętnujące pruski militaryzm. Ówczesną postawę twórcy najpełniej prezentują jego najsłynniejsze książki – Czterech jeźdźców Apokalipsy oraz Mare Nostrum.
W 1919 roku wyjechał do Ameryki, gdzie powstały powieści Królowa Calafia, Powieści z Lazurowego Wybrzeża, Zjawa o złotych skrzydłach.
Ibáñez zmarł trzy lata przed wprowadzeniem w Hiszpanii systemu republikańskiego.

## Dzieła
- 1892: La araña negra
- 1893: El femater
- 1893: ¡Viva la república!
- 1894: Arroz y tartana (pol.: Wesoła Walencja, 1952)
- 1894: Los fanáticos
- 1895: Flor de mayo (pol.: Kwiat majowy, 1928)
- 1898: La Barraca (pol.: Rudera / Ziemia przeklęta, 1905)
- 1900: (Entre naranjos) (pol.: Kwitnące sady pomarańczy, 1984)
- 1901: Sónnica la cortesana
- 1902: Cañas y barro
- 1903: El préstamo de la difunta
- 1903: La catedral (pol.: Gabriel Luna / Katedra, 1909)
- 1904: El intruso
- 1905: La horda
- 1906: La maja desnuda
- 1908: Sangre y arena (pol.: Krew na arenie, 1925)
- 1909: Los muertos mandan
- 1909: Luna Benamor
- 1910: Cuentos valencianos
- 1910: Argentina y sus grandezas
- 1915: Los argonautas
- 1916: Los cuatro jinetes del Apocalipsis (pol.: Czterech jeźdźców Apokalipsy, 1925)
- 1917: Mare Nostrum (pol. wyd.: Mare nostrum, 1925)
- 1919: Los enemigos de la mujer (pol.: Wrogowie kobiety, 1928)
- 1919: La bodega (pol. wyd. Bodega, 1949)
- 1919: Oriente
- 1921: Puesta de sol
- 1922: El paraíso de las mujeres (pol.: Raj kobiecy, 1922)
- 1922: La Tierra de Todos
- 1923: Vistas sudamericanas
- 1923: El sol de los muertos
- 1924: La vuelta del mundo de un novelista
- 1924: Novelas de la costa azul
- 1925: El papa del mar
- 1926: A los pies de Venus
- 1929: El caballero de la Virgen
- 1929: En busca del Gran Kan
- 1930: El fantasma de las alas de oro
- 1953: La voluntad de vivir (napisana w 1907 r.)